# کوه مانایا
کوه مانایا (به لاتین: Mount Manaia) یک آتشفشان و کوه در نیوزیلند است که در Whangarei District واقع شده‌است. کوه مانایا ۴۲۰ متر بالاتر از سطح دریا واقع شده‌است.